# Xavier Le Roy
Pour l'informaticien, voir Xavier Leroy
Xavier Le Roy, né en 1963, est un danseur et chorégraphe français de danse contemporaine.

## Biographie
Après des études à l’université de Montpellier où il obtient une thèse en biologie moléculaire, Xavier Le Roy se tourne vers la danse et travaille comme artiste chorégraphique depuis 1991. Entre 1991 et 1995, il travaille dans la Compagnie de l'Alambic de Christian Bourrigault. En 1992, il s'installe à Berlin et collabore avec le collectif Detektor jusqu'en 1997. De 1996 à 2003, il a été artiste en résidence au Podewil, et au TanzWerkstatt à Berlin et développe alors son langage chorégraphique associé au mouvement de la non-danse.
En 2004 il consacre son temps à quelques expériences d’enseignement dans divers contextes et institutions. À la suite d'une commande du festival Wien Modern, il conçoit et met en scène Mouvements für Lachenmann (2005). En 2006 à l’invitation de l’Orchestre philharmonique de Berlin il crée une chorégraphie avec 40 enfants sur la musique Ionisation d’Edgar Varèse. En 2007-2008, il est artiste associé au Centre chorégraphique national de Montpellier. Dans ce cadre il codirige le programme de formation ex.e.r.ce, travaille sur une chorégraphie solo du Sacre du printemps (2007), crée un spectacle pour huit musiciens More Mouvements Für Lachenmann (2008) et lance un projet de recherche avec huit autres artistes 6 mois, 1 lieu. En 2009 il reprend les tournées de ces spectacles, enseigne à la Staatliche Hochschule für Gestaltung de Karlsruhe, à l’Institut für Theaterwissenschaft de la Freie Universität à Berlin et à P.A.R.T.S à Bruxelles.
En 2012, il devient résident pour 3 ans au Théâtre de la Cité Internationale de Paris.

## Principales créations
- 1994 : Things I Hate To Admit
- 1995 : Zonder Fact
- 1997 : Burke, Narcisse Flip (triptyque composé de Things I Hate To Admit, Zonder Fact et Burke, avec Detektor) et Das To.Be. Projekt
- 1998 : Namenlos et Self Unfinished
- 1999 : E.X.T.E.N.S.I.O.N.S.#1 et Produit de Circonstances
- 2000 : Xavier Le Roy de Jérôme Bel
- 2001 : Self-Interview
- 2000 : Meetings en collaboration avec Yvonne Rainer
- 2001 : Giszelle, en collaboration avec Eszter Salamon
- 2003 : Projet
- 2003 : Le théâtre des répétitions pièce de théâtre musical en collaboration avec Bernhard Lang
- 2005 : Mouvements Für Lachenmann
- 2005 : Sans Titre[3]
- 2006 : Ionisation
- 2007 : Le Sacre du Printemps
- 2008 : More Mouvements Für Lachenmann[4]
- 2009 : Produit d'autres circonstances
- 2009 : Floor Pieces
- 2010 : Low Pieces
- 2012 : Rétrospective
- 2012 : Untitled
- 2014 : Sans Titre[5]
- 2015 : Temporary Title
- 2016 : Pour Une Réplique Infidèle